# Verónica Figueroa
Verónica Figueroa Páez es una estudiante avanzada de Sociología argentina, mediadora especializada en Proyectos Sociales, diseñadora gráfica y fotógrafa. Se desempeñó como ministra de Desarrollo Social de la Provincia de Salta durante los primeros dos años del gobierno de Gustavo Sáenz.

## Biografía
Verónica Figueroa realizó sus estudios secundarios en la Escuela Normal de Profesores Alejandro Carbó en la Provincia de Córdoba, egresando en 1987. La institución contaba con orientación docente.
Estudió diseño gráfico en el instituto Spilimbergo de Córdoba donde se recibió en 1990. Desde entonces hizo constantes capacitaciones, entre ellas cursos avanzados de fotografía.
En 2012 obtuvo el título de mediadora completando un programa de la Dirección de Medios Alternativos de Resolución de Conflictos del Ministerio de Justicia de la Nación. Actualmente se encuentra estudiando la licenciatura en sociología en la Universidad siglo XXI a través de una modalidad a distancia.
Es la presidenta de la comisión directiva de la Fundación Por Nuestros Niños Salta. Una ONG sin fines de lucro, que trabaja desde 1997 en su sede ubicada en barrio La Loma, de la ciudad de Salta, con el fin de mejorar la calidad de vida de los niños que más lo necesiten y de sus familias.
En 2015 es nombrada por el intendente de la Ciudad de Salta, Gustavo Sáenz, como subsecretaría de Desarrollo Humano haciéndose cargo de temas vinculados a la problemática de la discapacidad, de la mujer, de la inclusión –con un fuerte trabajo en materia de adicciones- y todo lo vinculado con la promoción social. Cargo al que renunciaría en 2017 para dedicarse de lleno a la fundación que presidía.
En 2019, el gobernador Saénz, la convocaría para ser la nueva ministra de Desarrollo Social, cargo que aceptaría y juraría como funcionaria el 10 de diciembre de ese año.
Durante la pandemia de COVID-19 fue noticia porque su hisopado dio positivo. Siendo una de las primeras políticas de la provincia en contraer el virus.
En 2021 renunció al cargo de ministra de desarrollo social en completo desacuerdo con la partida presupuestaria asignada a su ministerio ya que había solicitado para su área $3.626 millones y solo le asignaron $2.090 millones. Su salida estuvo envuelta en polémica ya que el ministro de gobierno Ricardo Villada había desmentido que su salida fuese por el bajo presupuesto, algo que la propia Figueroa desmintió. Finalmente la dirigente radical Claudia Silvina Vargas la reemplazó en el cargo.